# Basiliskianos
Basiliskianos (en grec byzantin : Βασιλισκιανός) ou Basiliskos (Βασιλίσκος) ou Basilikinos (Βασιλικῖνος) est un courtisan byzantin et proche de l'empereur Michel III, qui règne de 842 à 867.

## Biographie
Presque rien n'est connu de ses premières années. Selon Jean Skylitzès et Théophane Continué, il serait un simple rameur dans l'un des navires personnels du souverain mais il pourrait bien s'agir d'une invention visant à le discréditer. Théophane rapporte aussi qu'il serait le frère de Constantin Kapnogène, qui devient l'éparque de Constantinople. 
En 866, Basiliskianos atteint le rang de patrice et sert au sein de la maison impériale (koiton), en tant que l'un des amis les plus proches de Michel III. Le 1er septembre, après une course de chars au palais de Saint-Mamas (aujourd'hui Besiktas), Basiliskianos est félicité par l'empereur pour sa victoire. Les chroniqueurs affirment même qu'il lui aurait demandé de lui retirer ses bottes impériales pourpres pour qu'il les porte. Basile le Macédonien, autre proche de l'empereur, en aurait pris ombrage et aurait manifesté son mécontentement devant le souverain. Michel III le menace alors de le remplacer par Basiliskianos. 
Néanmoins, le fossé entre Michel et son ancien protégé ne fait que s'accroître. Le 24 septembre 867, Michel III se retire dans ses quartiers alors qu'il est ivre. Dans le même temps, Basile et huit de ses partisans décident de tuer l'empereur. Normalement, c'est le protovestiarite Rendakios qui dort aux côtés de l'empereur mais cette nuit-là, la place est occupée par Basiliskianos. Quand Basile et les autres conspirateurs pénètrent dans la chambre impériale, Basiliskianos tente de s'interposer mais il est blessé et repoussé. Michel III est alors tué et Basile est rapidement couronné, sans que le sort ultérieur de Basiliskianos soit connu. 